# Le Livre des haïkus
Le Livre des haïkus (Book of Haikus) est un recueil de poésie écrit par l'écrivain américain Jack Kerouac, publié tardivement, après la mort de l'auteur, en 2003, par Regina Weinreich. Le recueil est composé de 500 haïkus sélectionnés au sein d'un corpus de 1000, ébauchés ou jetés pêle-mêle par Kerouac sur ses carnets de notes.
Bien que la plupart des haïkus du recueil soient inédits, quelques-uns proviennent des œuvres précédentes de Kerouac et notamment de ses romans, comme le 82e du livre :
The top of Jack

Mountain—done in

By golden clouds
qui apparaît dans Les Clochards célestes.
Le recueil contient également des poèmes qui seront repris dans Scattered Poems.